# Are.na
 (février 2022).
Are.na est une communauté de réseautage social en ligne et une plateforme de recherche créative fondée par Charles Broskoski, Daniel Pianetti, Chris Barley et Chris Sherron. Are.na a été conçu pour succéder à des projets hypertextes comme Xanadu et comme alternative sans publicité aux réseaux sociaux comme Instagram ou Facebook, renonçant aux « j'aime », aux « favoris » ou aux « partages » dans sa conception. Are.na permet aux utilisateurs de compiler des « blocs » téléchargés et coupés sur le Web dans différents « canaux » et a été décrit comme un « véhicule pour une navigation Internet consciente », « des listes de lecture, mais pour des idées » et une « boîte à outils pour assembler de nouveaux mondes ».

## Fonctionnalités et communauté
Are.na est populaire parmi les designers, les artistes et les architectes[réf. nécessaire]. Le blog d'Are.na, écrit et organisé par Meg Miller, comprend des essais sur les outils de recherche et de publication d'Are.na ainsi que des canaux d'utilisateurs remarquables ou « en vedette ». Are.na fonctionne par des canaux (channels en anglais), des dossiers que l'utilisateur peut organiser et dans lesquels il a la possibilité d'ajouter des blocs (blocks en anglais), les blocs étant des fichiers téléchargés ou extraits du Web de différentes formes (liens, images, textes, documents PDF, vidéos, etc.).

## Modèle de revenus
Are.na est libre d'accès mais se finance en vendant des abonnements premium qui offrent la possibilité de télécharger et de connecter un nombre illimité de blocs; un compte étant limité à 200 blocs sans abonnement. La plateforme vend également des vêtements, des livres et des accessoires dans sa boutique.

## Histoire
Le cofondateur Charles Broskoski a commencé à travailler pour John Michael Boling de Rhizome et Stuart Moore de Sapient Corporation au début des années 2010, codant des prototypes d'une plate-forme qui conteneuriserait les connaissances en « blocs de construction informationnels ». Peu de temps après, Broskoski a amené l'artiste Damon Zucconi et Dena Yago de K-HOLE sur le projet. Broskoski, Yago et Zucconi se sont finalement séparés pour fonder Are.na, bientôt rejoints par le cofondateur Chris Sherron (également de K-HOLE) et Dan Brewster. Broskoski a entrepris de créer un outil communautaire ouvert, avec Computer Lib / Dream Machines de Ted Nelson et le projet hypertexte Xanadu comme influences majeures sur la fondation et la conception d'Are.na,.

## Collaborations
En 2015, Are.na a travaillé avec le musée Guggenheim sur Åzone Futures Market. La première exposition en ligne du musée, organisée par Troy Conrad Therrien, Åzone Futures Market a permis aux visiteurs du site d'investir le cåin, une monnaie numérique, dans différentes visions du futur axées sur la technologie.
Deux ans plus tard, Are.na s'est associé à la Biennale d'architecture de Chicago (en), créant son blog aux côtés d'ArchDaily, Archinect et Architizer,. Are.na s'est également associé au Manhattan Museum of Arts and Design, à l'incubateur New Inc., aux archives Vilém Flusser et aux artistes Carson Salter et David Hilmer Rex.